# Littérature tunisienne
La littérature tunisienne désigne l'ensemble des productions, orales et écrites, des populations (4 millions environ en 1958, 12 millions environ en 2023) du territoire tunisien, à toute époque, en toute langue. Elle inclut également celles des écrivains de la diaspora tunisienne (plus d'un million, en 2023) et celles des auteurs qui revendiquent, au moins partiellement, leur appartenance à la culture tunisienne.

## Généralités
Elle existe essentiellement sous deux formes : en langue arabe et en langue française.
La littérature arabophone remonte au VIIe siècle avec l'arrivée de la civilisation arabe dans la région (647-709). Elle est plus importante que la littérature en langue française — qui suit l'implantation du protectorat français en 1881 — tant en volume qu'en valeur.
La bibliographie nationale recense 1 249 livres non scolaires publiés en 2002 en Tunisie, dont 885 titres sont en arabe. Près du tiers des ouvrages publiés sont destinés aux enfants.
Il existe une centaine de maisons d'éditions tunisiennes privées qui publient la quasi-totalité des ouvrages.

## Langues en Tunisie
Les langues parlées au quotidien en Tunisie sont l'arabe et le chelha tunisiens (berbère).
Jusqu'à l'islamisation et à l'arabisation, les populations du territoire tunisien parlent des langues berbères, même si l'histoire de Carthage (des îles et des côtes) est également phénico-punique, romaine, vandale et byzantine.
Les trois langues berbères encore parlées en Tunisie (environ 50 000 locuteurs en 2020), minorées et parfois stigmatisées, à savoir le tamazight de Djerba, le tamazight de Matmata, le tamazight du Sened (éteint), comme le nafusi (des Infusen du djebel Nefoussa en Libye), sont des langues zénètes de l'Est.
Le judéo-tunisien, judéo-arabe variante de l'arabe tunisien, serait encore parlé par environ 300 000 locuteurs. Il est la langue de la littérature rabbinique.
Le turc ottoman, langue administrative, est dépositaire de documents dont l'étude reste méconnue. Les descendants des Turco-Tunisiens peuvent encore parler une variante de turc.
Les Italo-Tunisiens sont désormais également une toute petite minorité.
Le français parlé est maîtrisé par près des deux tiers des Tunisiens, en 2020, comme seconde langue,.

## Littérature arabophone ancienne
L'expansion de l'islam à partir de 630 atteint rapidement l'exarchat de Carthage (591-698). 
La conquête musulmane du Maghreb (647-709) s'accompagne d'une arabisation linguistique, culturelle et ethnique et d'une islamisation des populations. L'Ifriqiya devient Maghreb Al Adna (« L'ouest le plus proche » du monde arabe). La conversion linguistique du berbère à l'arabe s'accélère avec l'installation des Hilaliens, une confédération de tribus d'Arabie des régions de Hedjaz et Nejd ayant migré en Afrique du Nord entre la fin du Xe et le XIIIe siècle.
À l'époque de sa plus grande splendeur, entre les IXe et XIe siècles, Kairouan est l'un des plus grands centres de la civilisation musulmane, grâce principalement à la grande mosquée de Kairouan.
Il est difficile de distinguer la production intellectuelle, littéraire ou spirituelle de telle ou telle partie du monde arabe. Pourtant, dans la vie culturelle courante, les Berbères arabisés, dans tout le Maghreb, utilisent principalement (sauf en théologie) un arabe maghrébin.
De fait, plusieurs écrivains arabophones sont réputés originaires de l'Ifriqiya (698-1574), devenue ottomane (1574-1881) :
- Ibn Arafa (1316-1401), imam
- Ibn Khaldoun (1332-1406), historien, géographe, économiste
- Cheikh Nefzaoui (v. 1400-v. 1450), narrateur
- Ibn Abi Dinar (1630 ?-1690), magistrat, historien
- Al Wazir Al Sarraj (1659-1735), chroniqueur, historien
- Hussein Khouja (1666-1732), historien
- Mohamed Seghir Ben Youssef (1691-1771), chroniqueur, historien
- Hammouda Ben Abdelaziz (1733-1787), chroniqueur

## Littérature arabophone duXIXesiècle
- Sidi Brahim Riahi (1766-1850), poète, ambassadeur, théologien
- Ibn Abi Dhiaf (1804-1874), historien
- Mahmoud Kabadou (1812-1871), universitaire, théologien
- Salem Bouhageb (v. 1824-1924), poète, jurisconsulte, réformateur
- Mokhtar Chouikha (1834-1910), magistrat, réformateur
- Mohamed Snoussi (1851-1900), universitaire
- Mohamed Nakhli (1869-1924), universitaire, réformateur

## Littérature arabophone contemporaine
Parmi les figures littéraires arabophones de la Tunisie contemporaine surgissent Ali Douagi (1909-1949), qui a produit plus de 150 contes radiophoniques, plus de 500 poèmes et chansons populaires et près de quinze pièces de théâtre, Abdelaziz El Aroui (1898-1971), Tahar Haddad (1899-1935), Mohamed Hédi El Amri (1906-1978), Mahmoud Messadi (1911-2004), Béchir Khraïef (1917-1983), qui a redonné souffle au roman arabe dans les années 1930 et publié en 1937 sa première nouvelle qui fit scandale car les dialogues étaient rédigés en dialecte tunisien, Moncef Ghachem (1946-), Habib Selmi (1951-), Nafila Dhahab (1947-) ; contes pour enfants, recueils de nouvelles) ou Walid Soliman (1975-).
Quant à la poésie, elle opte pour le non-conformisme et l'innovation : Abou el Kacem Chebbi (1909-1934) apporte ainsi un nouveau langage en déplorant la pauvreté de l'imagination dans la littérature arabe, comme en témoigne son Ela Toghat Al Alaam (1934).
Ces dernières années, on assiste à l'essor d'une nouvelle littérature produite en dialecte.

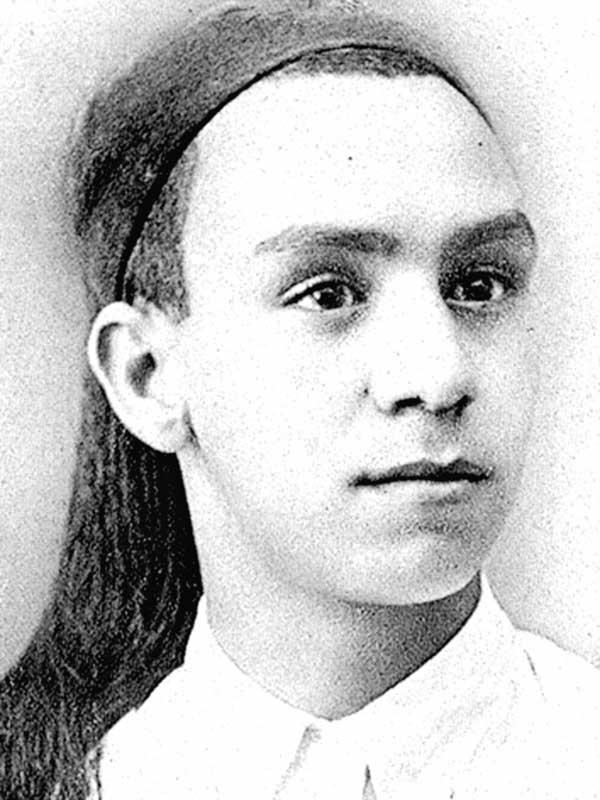
Abou el Kacem Chebbi.
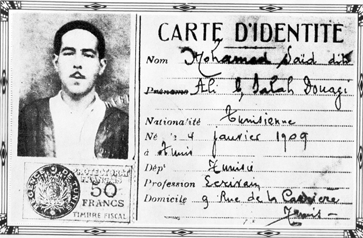
Ali Douagi.
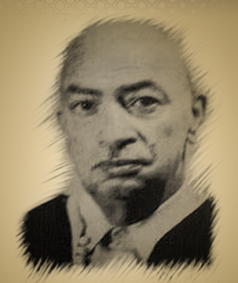
Béchir Khraïef.
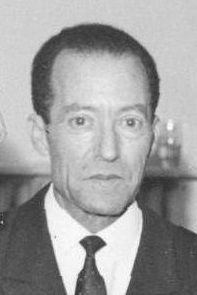
Mahmoud Messadi.
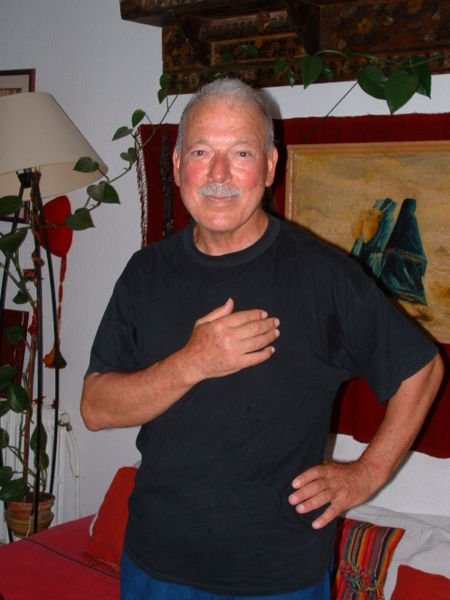
Moncef Ghachem.

## Littérature francophone

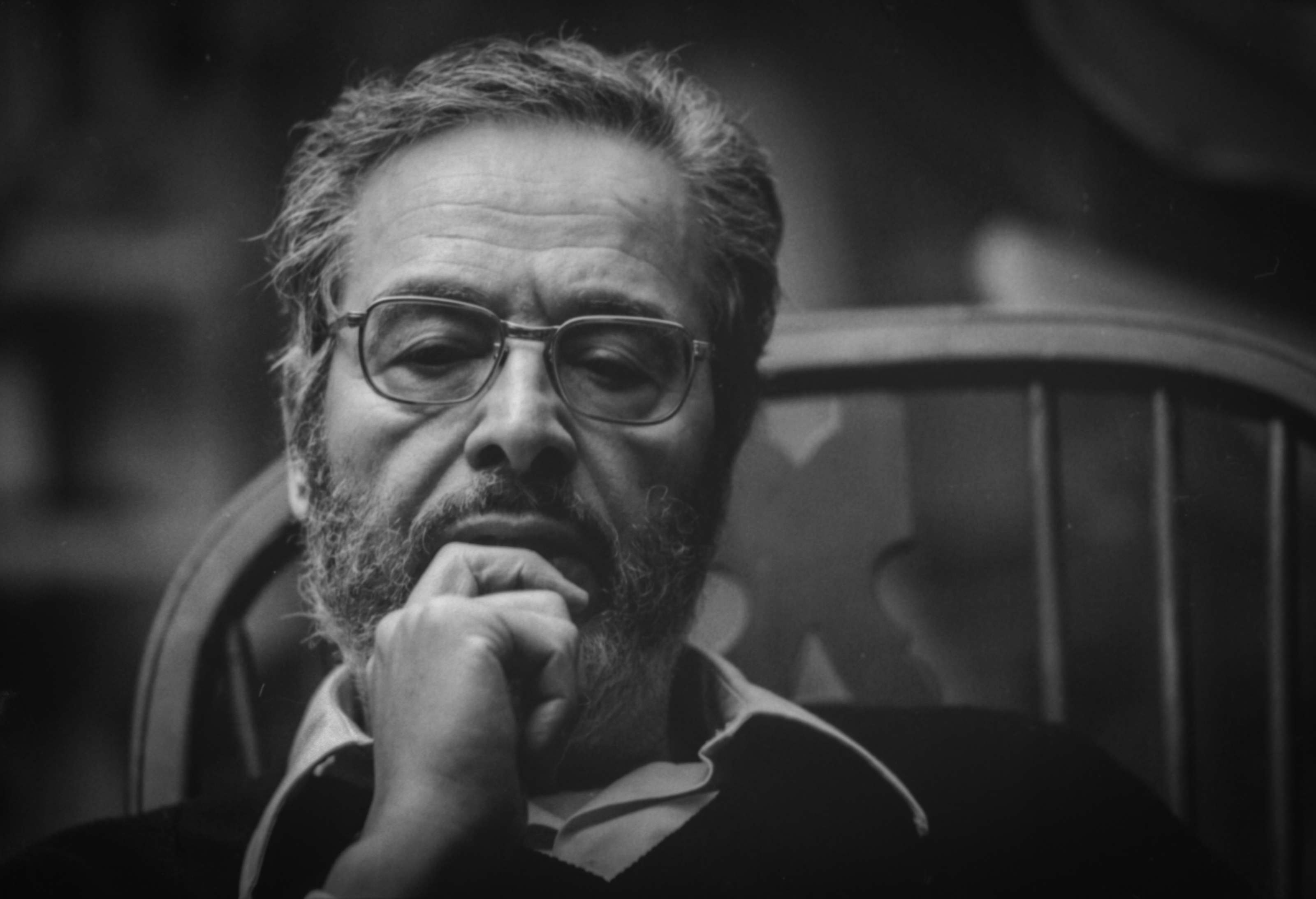
Albert Memmi en 1982.

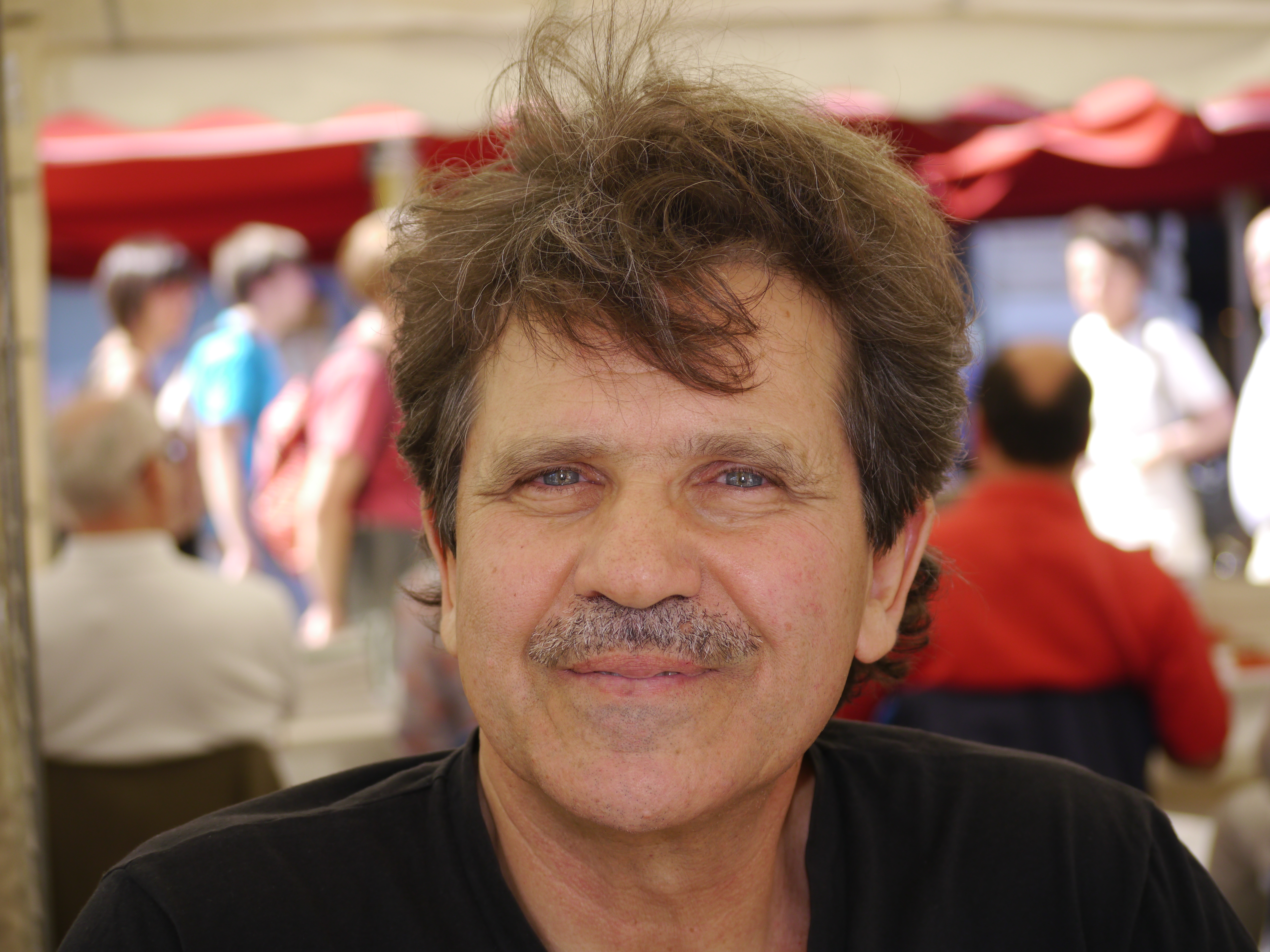
Abdelwahab Meddeb en 2011.

La francophonie se développe surtout sous le protectorat français de Tunisie (1881-1956). La littérature francophone tunisienne concerne principalement le XXe siècle, en partie par le journalisme et la politique. Elle est alimentée dans un premier temps tant par des auteurs musulmans arabes — comme Mahmoud Aslan (1902-1975 ?) ou Salah Farhat (1894-1979) — que par des auteurs issus des minorités : juive avec Ryvel (1898-1972), Jacques Vehel, Vitalis Danon (1897-1969) ou César Benattar (1868-1937), italienne, voire maltaise avec Marius Scalesi (1892-1922) et Sicca Venier (1922-2005).
Par ailleurs, la littérature francophone prend également un essor grâce aux Français installés en Tunisie qui y fondent une vie littéraire tunisoise en prenant modèle sur la vie littéraire parisienne. Les biographies de diverses célébrités françaises d'origine tunisienne, dont l'avocate Gisèle Halimi (1927-2020) ou le politique Philippe Séguin (1943-2010), suggèrent des réalités plus complexes.
Contrairement au pessimisme d'Albert Memmi (1920-2020), prédisant que la littérature tunisienne était condamnée à mourir jeune, des écrivains tunisiens percent à l'étranger : Mustapha Tlili (1937-2017), Abdelwahab Meddeb (1946-2014), Fawzi Mellah (1946-), Nacer Khémir (1948-), Hélé Béji (1948-) ou encore Tahar Bekri (1951-). Les thèmes de l'errance, de l'exil et du déchirement constituent l'axe principal de cette création littéraire, comme chez Colette Fellous (1950-) et Mehdi Belhaj Kacem (1973-).
À l'intérieur du pays, beaucoup de noms sont à citer comme Souâd Guellouz (1937-), Anouar Attia (1939-), Moncef Ghachem (1946-) et Ali Toumi Abassi, entre autres.
De jeunes voix semblent cependant prendre la relève, comme Aymen Hacen (1981-) et Wafa Ghorbel (1975-).
Hédi Kaddour (1945-) est un auteur tuniso-français d'importance, de même qu'Hubert Haddad (1947-).

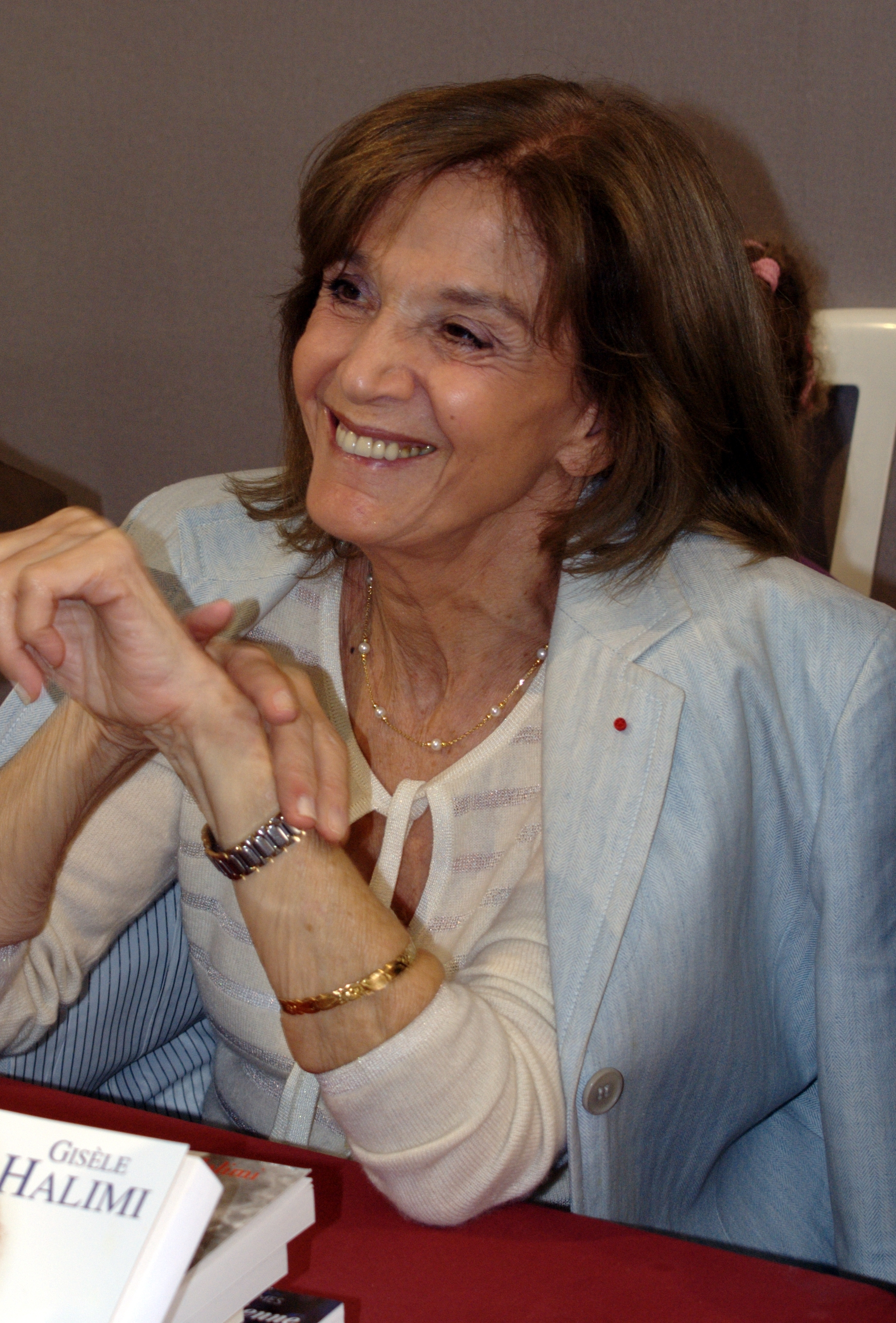
Gisèle Halimi.
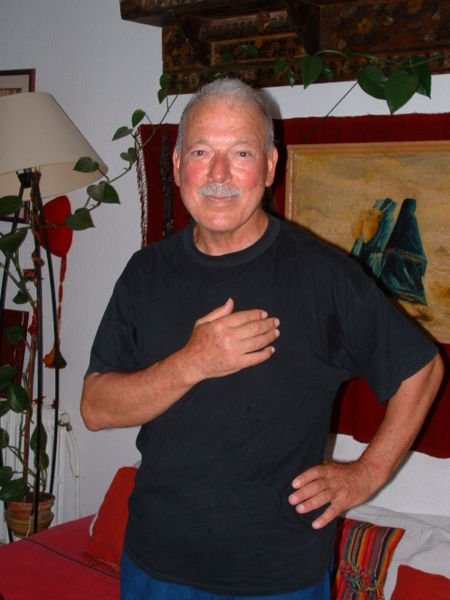
Moncef Ghachem.
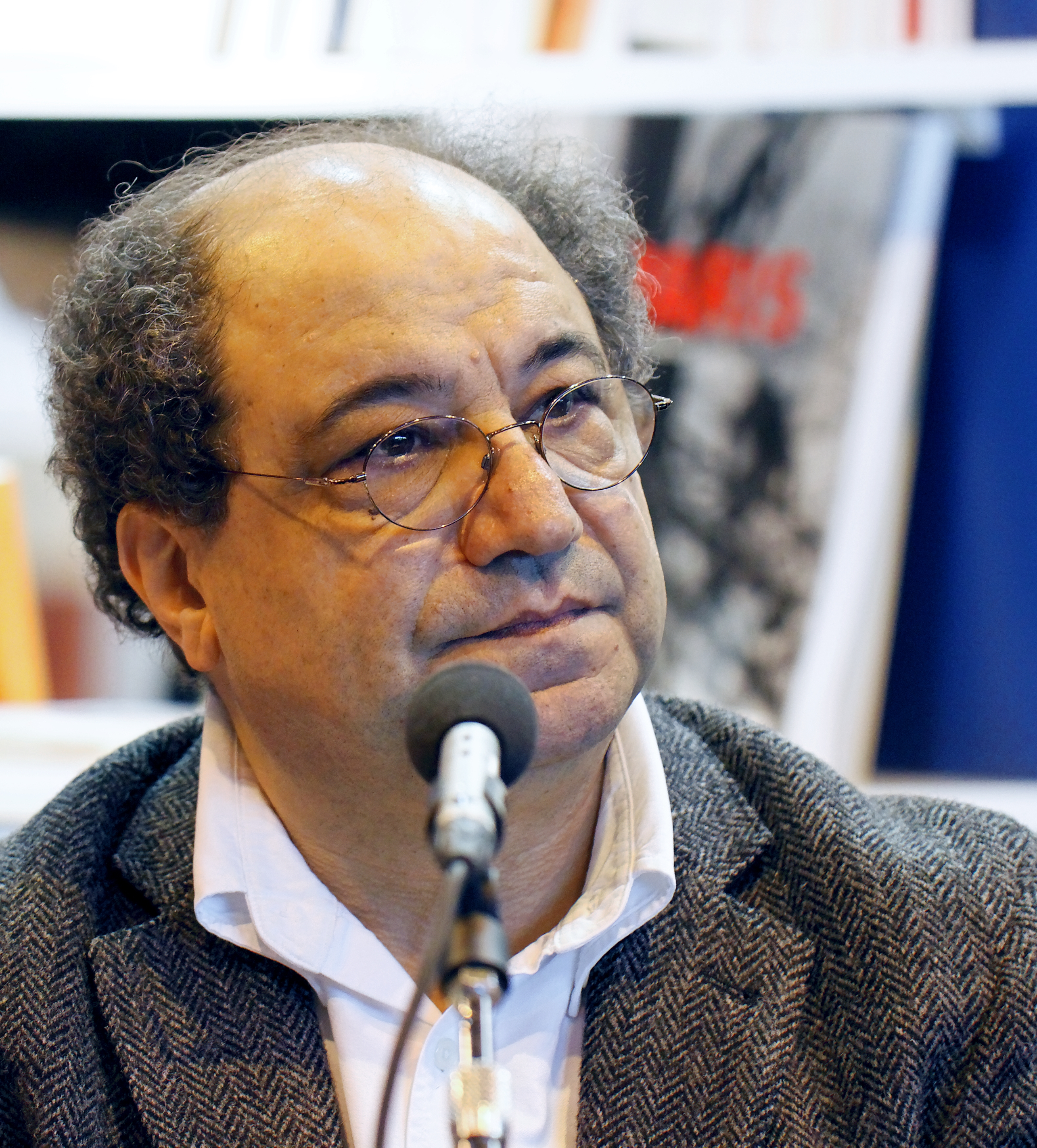
Tahar Bekri.
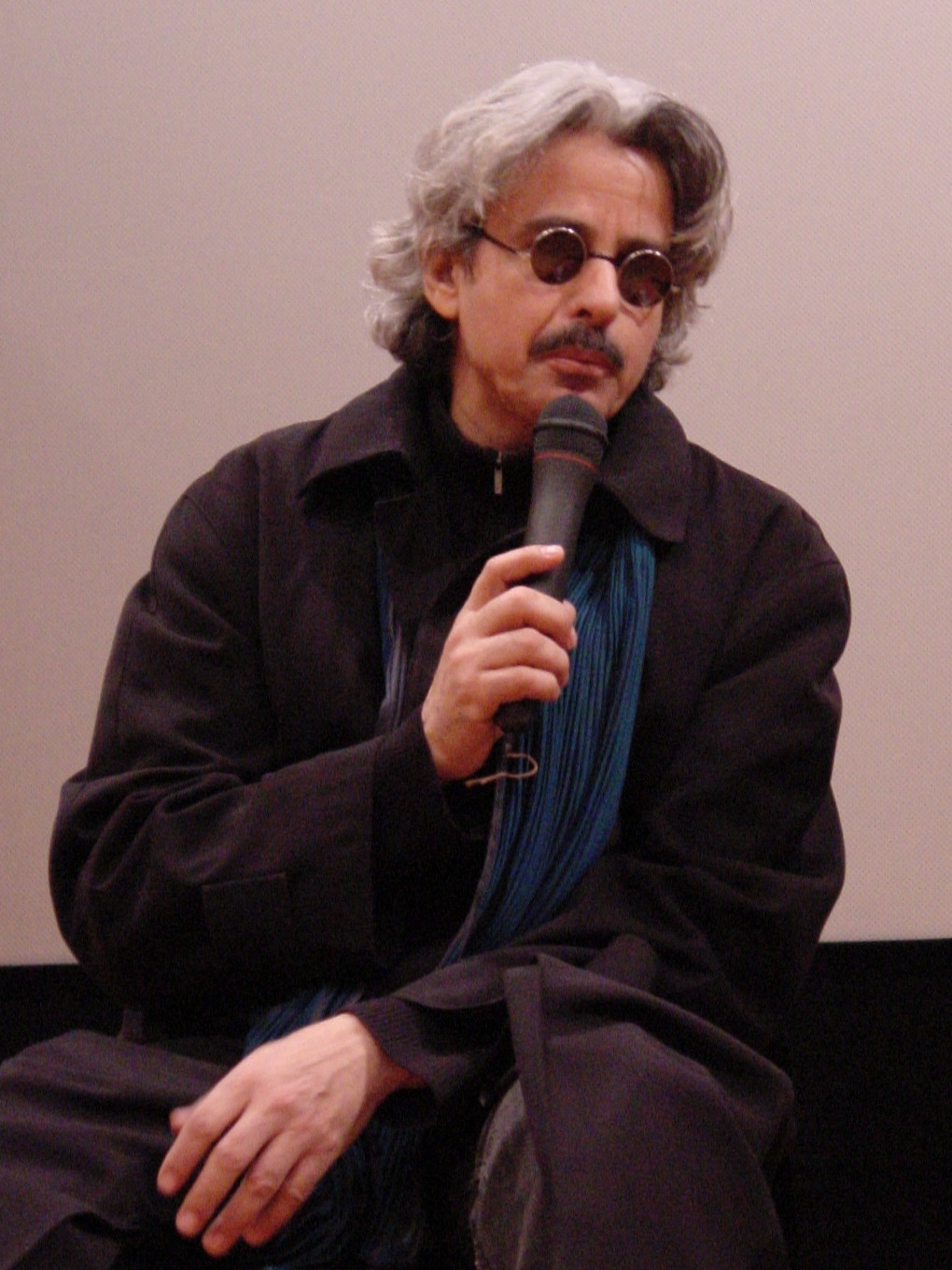
Nacer Khémir.
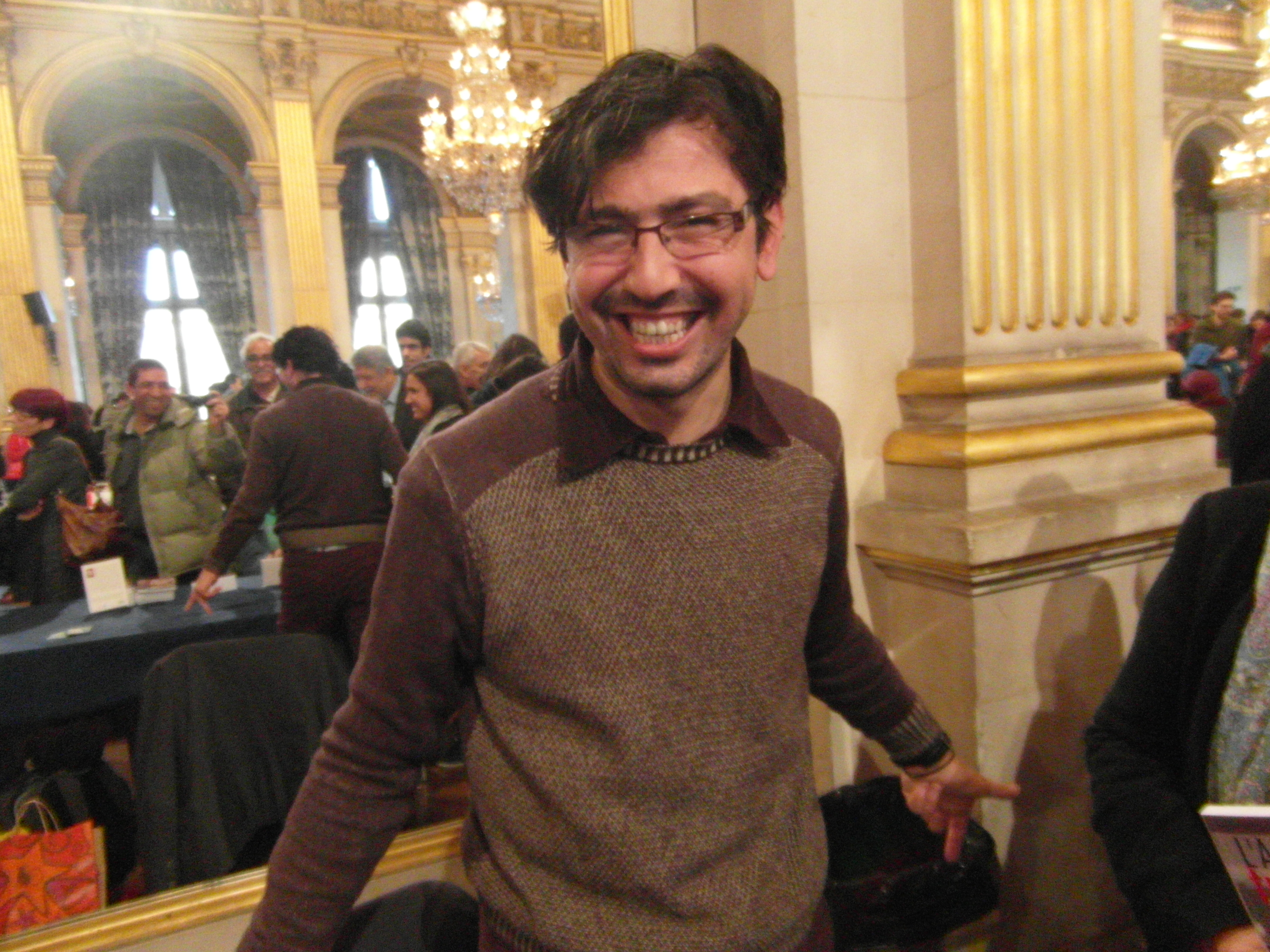
Aymen Hacen.

## Littérature judéo-tunisienne
Les communautés juives sont d'implantation ancienne en Tunisie. Leur langue liturgique est l'hébreu et leur langue orale courante le judéo-tunisien. Le plus grand auteur ancien en judéo-tunisien est le rabbin et éxégète Nissim Gaon (960-1062), qui dirige avec Hananel ben Houshiel la réputée yechiva de Kairouan, au sein d'une communauté qui disparaît vers 1270.
L'instauration du pouvoir ottoman en Tunisie (régence de Tunis), à partir de la bataille de Djerba (1560) permet à la communauté juive de Djerba de prospérer, sous le statut de dhimmi, avec des figures telles que Shimon ibn Lavi (1486-1585). Un renouveau religieux se fait jour au XVIIIe siècle à Djerba, Tripoli et Tunis avec Messaoud-Raphaël El-Fassi (?-1774) et Aharon Perez (?-1766).
La première imprimerie en judéo-tunisien ouvre en 1860 à Tunis alors que l'Alliance israélite universelle installe ses écoles. Dans le même temps, Djerba s'honore du rabbin Moshe Hacohen (1874-1950). Vers 1920, la Tunisie compte environ 50 000 locuteurs en judéo-tunisien.
La littérature judéo-tunisienne, orale et écrite, existe essentiellement sous le protectorat français (1881-1956) et couvre des genres tels que le journalisme, la prose, l'essai en prose, la poésie, la théâtre, la chanson et la correspondance. L'exode des Juifs des pays arabes et musulmans après 1947 met fin à ce dynamisme.
Parmi les personnalités culturelles françaises d'origine tunisienne figurent Nine Moati (1937-2021) et son frère Serge (1946-).

## Genres
- Musique, souvent chantée
- Poésie[9]
- Prose
- Théâtre tunisien
- Traditions orales en Tunisie

## Institutions
- Université Zitouna (737)
- Archives nationales de Tunisie (1874)
- Bibliothèque nationale de Tunisie (1885)[10]

Chaque zaouïa de tariqa (confrérie soufie) possède sa bibliothèque de textes religieux, souvent originaux.

## Auteurs
- Liste d'écrivains tunisiens
- Liste de scientifiques tunisiens

## Éditions
- Centre de publication universitaire (1996)
- Éditions Elyzad (2005)

#### Ouvrages
- Ali Abassi, Espaces francophones tunisiens, Paris, L'Harmattan, 2011, 208 p. (ISBN 978-2-296-55513-6).
- Ali Abassi, Littératures tunisiennes : vers le renouvellement, Paris, L'Harmattan, 2006, 220 p. (ISBN 978-2-296-01727-6, lire en ligne).
- Taoufik Baccar (ar) et Salah Garmadi, Écrivains de Tunisie, Tunis, Sud Éditions,‎ 2017, 230 p. (ISBN 978-9938-01-108-1)
- Alia Bornaz Baccar, Essais sur la littérature tunisienne d'expression française, Louvain-la-Neuve, Academia-Bruylant, 2012, 174 p. (ISBN 978-2-87209-796-8).
- Tahar Bekri, Littératures de Tunisie et du Maghreb : essais, Paris, L'Harmattan, 1994, 254 p. (ISBN 978-2-7384-2816-5).
- Malek Ben Amor et Manoubia Ben Guedahem, Essais sur la littérature tunisienne, Tunis, Nawafedh, 2005, 144 p. (ISBN 978-9973-51-946-7).
- Ridha Boukhris, Littérature de femmes tunisiennes, Sousse, Contraste, 2022, 192 p. (ISBN 978-9973-87-889-2).
- Afifa Chaouachi-Marzouki, La littérature tunisienne de langue française : voix anciennes et nouvelles voies, Tunis, Sud Éditions, 2010, 200 p. (ISBN 978-9938-01-034-3).
- Jean Fontaine, Vingt ans de littérature tunisienne, 1956-1975, Tunis, Maison tunisienne de l'édition, 1977, 158 p.
- Jean Fontaine, Aspects de la littérature tunisienne, 1975-1983, Tunis, RASM, 1985, 173 p.
- Jean Fontaine, Histoire de la littérature tunisienne par les textes, t. I : Des origines à la fin du XIIe siècle, Le Bardo, Turki, 1988.
- Jean Fontaine, Études de littérature tunisienne, 1984-1987, Tunis, Dar Annawras, 1989, 117 p. (ISBN 978-9973-73-301-6).
- Jean Fontaine, La littérature tunisienne contemporaine, Paris, Centre national de la recherche scientifique, 1990, 156 p.
- Jean Fontaine, Regards sur la littérature tunisienne, Tunis, Cérès Productions, 1991, 158 p. (ISBN 978-9973-70-059-9).
- Jean Fontaine, Histoire de la littérature tunisienne par les textes, t. II : Du XIIIe siècle à l'indépendance, Tunis, Sahar, 1994.
- Jean Fontaine, Propos sur la littérature tunisienne contemporaine, 1881-1993, Tunis, Sud Éditions, 1998, 115 p. (ISBN 978-9973-70-380-4).
- Jean Fontaine, Histoire de la littérature tunisienne par les textes, t. III : De l'indépendance à nos jours, Tunis, Cérès, 1999.
- Jean Fontaine, Le roman tunisien de langue française : essai, Tunis, Sud Éditions, 2004, 165 p. (ISBN 978-9973-84-429-3).
- Samia Kassab-Charfi et Adel Kheder, Un siècle de littérature en Tunisie : 1900-2017, Paris, Honoré Champion, 2019, 550 p. (ISBN 978-2-7453-5069-5).
- Myriam Louviot, La littérature tunisienne francophone, Paris, Éditions Didier, coll. « Mondes en VF », 2013, 10 p. (lire en ligne).
- Sihem Sidaoui, « Du refoulement de l'identité africaine dans la littérature tunisienne », dans Pierre-Yves Dufeu et Antoine Hatzenberger (dir.), L'Afrique indéfinie, Louvain-la-Neuve, Academia, coll. « Sefar » (no 4), 2012 (ISBN 978-2-8061-0053-5).

#### Articles
- Ali Abassi, « Une problématique identitaire de la littérature francophone en Tunisie : la femme et le féminin », Revue de littérature comparée, vol. 3, no 327,‎ 2008, p. 319-341 (ISSN 0035-1466, lire en ligne, consulté le 24 septembre 2018).
- Soufiane Ben Farhat, « Des origines à nos jours, le théâtre tunisien, missionnaire et d'avant-garde », Horizons Maghrébins - Le droit à la mémoire, no 58,‎ 2008, p. 106-114 (lire en ligne, consulté le 27 janvier 2022).
- Frédéric Bobin, « La littérature de Tunisie mérite d'être redécouverte », Le Monde,‎ 29 mars 2020 (ISSN 0395-2037, lire en ligne, consulté le 4 mai 2022).
- Yves Chemla, « Samia Kassab-Charfi, Adel Khedher, Un siècle de littérature en Tunisie. 1900-2017 », Studi Francesi, no 190,‎ janvier-avril 2020, p. 225-227 (ISSN 0039-2944, lire en ligne, consulté le 11 février 2022).
- Robert Estivals, « Le livre en Tunisie », Communication & Langages, no 48,‎ 1981, p. 84-107 (ISSN 1778-7459, lire en ligne, consulté le 27 juin 2021).
- Hechmi Khalladi, « La tunisianité dans la littérature tunisienne de la langue française », Le Temps,‎ 6 juin 2015 (lire en ligne, consulté le 24 septembre 2018).